# Klub Świnek Morskich
Klub Świnek Morskich (ang. Guinea Pig Club) – stowarzyszenie założone w 1941 roku przez brytyjskich i alianckich lotników, którzy doznali poważnych oparzeń podczas lotów bojowych i byli leczeni w Queen Victoria Hospital w East Grinstead w Sussex. Od nazwiska lekarza, który wprowadził nowatorskie techniki leczenia oparzeń, nazywani byli również „McIndoe’s Guinea Pigs” (Świnki Morskie McIndoe'a) lub „McIndoe’s Army” (Armia McIndoe'a). Klub funkcjonował do 2007 roku.

## Historia

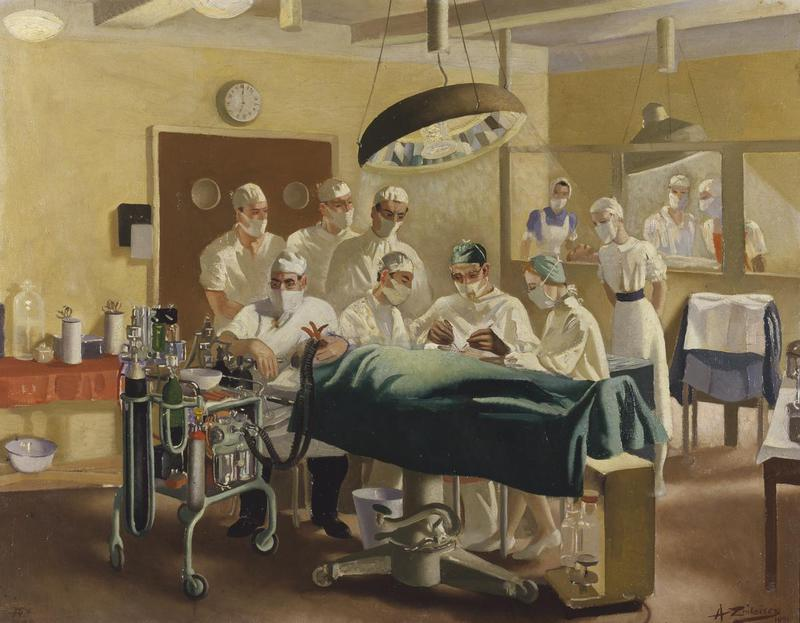
Sala operacyjna w szpitalu Queen Victoria Hospital

W brytyjskich myśliwcach Supermarine Spitfire i Hawker Hurricane zbiornik paliwa był umieszczony za silnikiem, a przed kabiną pilota. W przypadku jego przebicia i pożaru płonące paliwo wylewało się na pilota, powodując często poważne oparzenia nieosłoniętych części ciała, a zwłaszcza twarzy. Do tego typu obrażeń dochodziło szczególnie często latem 1940 roku, kiedy to z powodu gorąca oraz braku nakazów, piloci latali bez rękawic i gogli. Poparzenia były również częstymi obrażeniami lotników latających na samolotach bombowych. W większości przypadków odniesione obrażenia nie były śmiertelne, ale w znacznym stopniu obciążały psychikę rannych – młodych ludzi dbających o swój wygląd.
Nowozelandzki chirurg plastyczny Sir Archibald McIndoe stosował nowatorskie, eksperymentalne metody chirurgii rekonstrukcyjnej, aby pomóc rannym wrócić do życia społecznego i zawodowego. Dzięki porównywaniu warunków w jakich dochodziło do zestrzeleń zauważył, że poparzona skóra pilotów lądujących w morzu leczyła się lepiej. To skłoniło go do zastosowania kąpieli solankowych u wszystkich poparzonych. Ponadto kładł duży nacisk na rehabilitację społeczną swoich pacjentów – zachęcał ich do noszenia mundurów zamiast szpitalnych piżam, organizował nawet beczki z piwem na oddziale. Celowo zatrudniał na oddziale młode i atrakcyjne pielęgniarki i umożliwiał wyjścia do miasta. Pomieszczenia III oddziału szpitala malowano na jasne, żywe kolory, rekonwalescenci mieli do dyspozycji pianino. Szczególne wsparcie rannym okazała społeczność miasta East Grinstead, gdzie lotnicy najczęściej wychodzili na przepustki. Z racji akceptacji okazywanej pacjentom dr McIndoe miasto otrzymało wśród personelu szpitala nieoficjalne miano „miasta, które się nie gapi”.
20 lipca 1941 roku sześciu lotników na oddziale szpitalnym w Queen Victoria Hospital zdecydowało się założyć klub zrzeszający osoby, które przeszły minimum dwie operacje plastyczne. Nazwa, Guinea Pig Club, świadomie nawiązywała do świnek morskich, które były wykorzystywane do eksperymentów medycznych. W momencie założenia klub miał 39 członków, a do końca wojny ich liczba wzrosła do 649. Klub był jedną z form grupowej rekonwalescencji i wsparcia rannych.

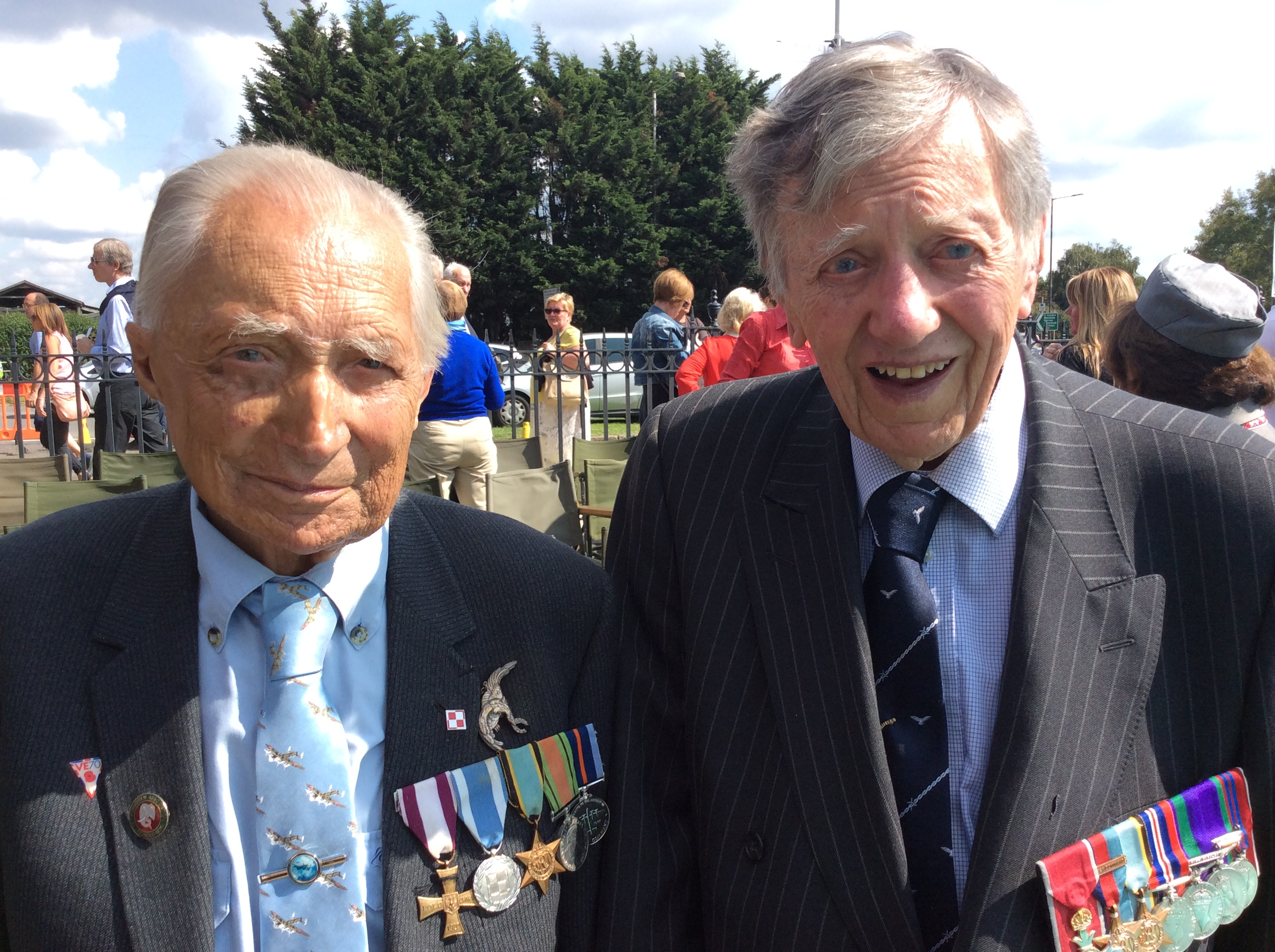
Jan Stangryciuk-Black (po lewej) – najdłużej żyjący członek Klubu

Klubowiczami byli Brytyjczycy, Kanadyjczycy, Australijczycy, Nowozelandczycy, Polacy oraz Czesi. Należało do niego ok. 15 polskich lotników, byli to m.in.: mjr Zdzisław Krasnodębski, plut. Ludwik Skoczylas, por. Aleksander Paszkowski, st. sierż. Jan Adamczyk, kpr. Tadeusz Podbereski, Jan Stangryciuk, ppor. Alojzy Ratajczak, kpr. Edward Gwardiak, st. sierż. Wacław Korwel, st. sierż. Franciszek Bielawski, st. sierż. Witold Krupa, kpr. pchor. Józef Biel, kpt. Jerzy Głębocki.
Klubowicze organizowali regularne spotkania, ostatnie odbyło się we wrześniu 2007 roku. Pierwszym prezesem Klubu był Archibald McIndoe, po jego śmierci to stanowisko objął książę Edynburga Filip. Ostatnimi dwoma żyjącymi członkami klubu byli sierż. Sam Gallop i por. Jan Stangryciuk-Black, którzy zmarli w 2023 roku.